# Apollon Musagète Quartett
Apollon Musagète Quartett (także Apollon Musagete Quartett, Apollon Musagète, Apollon Musagete, skrót: AMQ) – polski kwartet smyczkowy.

## Dyskografia

### Albumy autorskie
- 2018: Palester & Szymanowski: Kwartety smyczkowe
- 2014: Russian Soul - Tchaikovsky, Prokofiev, Shostakovich
- 2013: Multitude
- 2010: Haydn - Brahms - Szymanowski - Shchedrin

### Inne albumy z udziałem AMQ
- 2018: Panufnik. Hommage à Chopin, Brahms – Clarinet Works
- 2016: Beethoven & Brahms
- 2011: Tori Amos - Night of Hunters
- 2010: Konstantia Gourzi - Conjunctions - Synápsies

## Nagrody i wyróżnienia
- nominacja do Fryderyka 2019 w kategorii muzyki poważnej "Album Roku Muzyka Kameralna" (za Palester & Szymanowski: Kwartety smyczkowe)
- nominacja do Fryderyka 2014 w kategorii muzyki poważnej "Artysta Roku"[1]
- nagroda Borletti-Buitoni Trust Award 2014[2]
- Paszport „Polityki” 2013 w dziedzinie muzyki poważnej[3]
- nagroda za interpretację muzyki Witolda Lutosławskiego ufundowaną przez Polski Instytut w Wiedniu
- tytuł Artysta Miesiąca - Styczeń 2013 według portalu MusicalAmerica.com[4]
- tytuł Artysty Nowego Pokolenia (New Generation Artist) na lata 2012-2014 według BBC 3[5]
- 2012 - nagroda Echo Classic Award za album Night of Hunters
- laureat Rising Stars Zyklus 2010/2011
- uzyskanie stypendium Esterhazy-Privatstiftung w Eisenstadt
- stypendium "Młoda Polska" Ministerstwa Kultury Rzeczypospolitej Polskiej